# ユリ・ケイン
ユリ・ケイン（Uri Caine、1956年6月8日 - ）は、フィラデルフィア出身のアメリカ人クラシックおよびジャズ・ピアニスト、作曲家。

## 略歴

### 生い立ち
ケインは1956年6月8日、フィラデルフィアで、テンプル大学ロースクールの教授バートン・ケイン（1928年 - 2023年）と詩人のシュラミス・ウェクター・ケインの間に生まれた。7歳でピアノを始め、12歳でフランスのジャズ・ピアニスト、ベルナール・ペイフェに師事した。後にペンシルベニア大学に進学し、ジョージ・クラムに師事。この頃からクラシック音楽にも精通していき、フィラデルフィアのクラブで活動するようになった。
ケインは1981年以降、プロとして活動し始め、1985年にはロチェスター＝ジェラルド・ヴィーズリー・バンドでレコーディング・デビューを果たした。1980年代にニューヨークへと移り、現在もそこで暮らしている。1992年にソロ・レコーディング・デビューを果たした。また、クレズマー・アルバム（『ウェディング・ダンス～ドン・バイロン・プレイズ・ザ・ミュージック・オブ・ミッキー・カッツ』、1993年）などのレコーディングにおいて、ドン・バイロン、デイヴ・ダグラスといったモダン・ジャズ・ミュージシャンたちと共演している。

### その後の活動
ケインはクラシックを中心に多くのアルバムを録音してきている。1997年に発表したグスタフ・マーラーへのジャズによるトリビュートは、ドイツ・マーラー協会から賞を受けているが、審査員の一部からは激しい反発も招いた。ケインは、バッハのゴルトベルク変奏曲、ベートーヴェンのディアベリ変奏曲、そしてワーグナー、シューマン、モーツァルトの作品もリメイクしている。
2005年から2009年までロサンゼルス室内管弦楽団のレジデンス作曲家を務め、2010年には米国アーティスト・フェローに選出された。
2012年にはアルメニアのエレバンにてアルメニア国立室内管弦楽団と共演し、2013年と2014年にはマネス音楽大学のレジデンス作曲家を務めた。
2019年には、オクタヴィウス・カトーの生涯と死を題材にしたオラトリオを発表した。

### ベッドロック・プロジェクトとその他のコラボレーション
2001年、ドラマーのザック・ダンジガーとチームを組み、生のジャングルとドラムンベースのビートを、フュージョン・ジャズに融合させたオリジナル・プロジェクト「ベッドロック (Uri Caine Bedrock 3)」を発足。ニューヨークを拠点とするDJオリーヴとのツアーを含む、ワールド・ツアーを敢行した。
また2001年には、ザ・ルーツのドラマー、アミール・"クエストラヴ"・トンプソンとクリスチャン・マクブライドと共に、ジャズ、ファンク、インストゥルメンタル・ヒップホップ、フュージョンを収録したアルバム『The Philadelphia Experiment』をリリース。このアルバムはアーロン・レヴィンソンがプロデュースし、ギターのパット・マルティーノやトランペットのジョン・スワナといったアーティストとのコラボレーションも実現している。
2006年には、ジョン・ゾーンのマサダ・シリーズ第2集の楽曲を収録したアルバム『Moloch: Book of Angels Volume 6』をレコーディングした。2012年11月には、ドラマーのハン・ベニンクと共演し、『Sonic Boom』と題されたライブ・アルバムをリリース。2008年には、ジェノヴァ（イタリア）のサンタゴスティーノ劇場で開催されたイタリアン・ジャズ・アワードのレッド・カーペットに特別ゲストとして出演した。

## ディスコグラフィ

### リーダー・アルバム
- 『スフィア・ミュージック』 - Sphere Music (1993年、JMT)
- 『トーイズ』 - Toys (1996年、JMT)
- 『ウルリヒト』 - Urlicht / Primal Light (1997年、Winter & Winter) ※マーラー集
- Wagner e Venezia (1997年、Winter & Winter) ※ワーグナー集
- Blue Wail (1999年、Winter & Winter)
- 『グスタフ・マーラー・イン・トブラッハ』 - Gustav Mahler in Toblach (1999年、Winter & Winter) ※マーラー集
- The Sidewalks of New York: Tin Pan Alley (1999年、Winter & Winter)
- 『ゴルトベルク変奏曲』 - The Goldberg Variations (2000年、Winter & Winter) ※「ゴルトベルク変奏曲」収録
- Love Fugue: Robert SchumannW (2000年、Winter & Winter) ※シューマン集
- The Philadelphia Experiment (2001年、Ropeadope) ※with クリスチャン・マクブライド、アミール・トンプソン
- 『ソリテアー』 - Solitaire (2001年、Winter & Winter)
- 『ベッドロック』 - Bedrock 3 (2001年、Winter & Winter)
- 『リオ』 - Rio (2001年、Winter & Winter)
- Diabelli Variations (2002年、Winter & Winter) ※「ディアベリ変奏曲」収録
- 『ダーク・フレイム』 - Gustav Mahler: Dark Flame (2003年、Winter & Winter) ※マーラー集
- 『ライヴ・アット・ザ・ヴィレッジ・ヴァンガード』 - Live at the Village Vanguard (2003年、Winter & Winter)
- Shelf-Life (2005年、Winter & Winter) ※ベッドロック名義
- Things (2006年、Blue Note) ※with パオロ・フレス
- 『ユリ・ケイン・アンサンブル plays モーツァルト』 - Uri Caine Ensemble Plays Mozart (2006年、Winter & Winter) ※モーツァルト集
- Moloch: Book of Angels Volume 6 (2006年、Tzadik) ※ジョン・ゾーンのマサダ第2集をソロ・ピアノで収録
- 『ザ・クラシカル・ヴァリエイション』 - The Classical Variations (2007年、Winter & Winter)
- Pure Affection (2007年、Alessa) ※with ガスト・シリス
- The Othello Syndrome (2008年、Winter & Winter) ※ヴェルディの「オテロ」からの楽曲を収録
- Think (2009年、Blue Note) ※with パオロ・フレス、アルボラーダ弦楽四重奏団
- Secrets (2009年、Tzadik) ※with マーク・フェルドマン、グレッグ・コーエン、ジョーイ・バロン
- Plastic Temptation (2009年、Winter & Winter) ※ベッドロック名義
- Twelve Caprices (2010年、Winter & Winter) ※with アルディッティ弦楽四重奏団
- Sonic Boom (2010年、816) ※with ハン・ベニンク
- 『サイレン』 - Siren (2011年、Winter & Winter)
- Azoy Tsu Tsveyt (2011年、Tzadik) ※with ジョエル・ルービン
- Rhapsody in Blue (2012年、Winter & Winter) ※ガーシュウィン集
- Callithump (2012年、Winter & Winter)
- Present Joys (2013年、Greenleaf) ※with デイヴ・ダグラス
- Two Minuettos (2017年、Tŭk) ※with パオロ・フレス

### 参加アルバム
フランコ・アンブロゼッティ
- 『ザ・ウインド』 - The Wind (2007年、Enja)
- 『ノラ』 - Nora (2022年、Enja)

ドン・バイロン
- 『ウェディング・ダンス～ドン・バイロン・プレイズ・ザ・ミュージック・オブ・ミッキー・カッツ』 - Don Byron Plays the Music of Mickey Katz (1993年、Nonesuch)

デイヴ・ダグラス
- In Our Lifetime (1995年、New World)
- Stargazer (1997年、Arabesque)
- Soul on Soul (2000年、RCA)
- The Infinite (2001年、RCA)
- Strange Liberation (2004年、Bluebird)
- Meaning and Mystery (2006年、Greenleaf)
- Live at the Jazz Standard (2006年、Greenleaf)

フォルマ・アンティクァ
- Antonio Vivaldi: The Four Seasons (2011年、Winter & Winter)

フランク・ロンドン
- Nigunim (1998年、Tzadik)

ゾーハル（Zohar）
- Keter (1999年、Knitting Factory)

ジョン・ゾーン
- Voices in the Wilderness (2003年、Tzadik)
- Moloch: Book of Angels Volume 6 (2006年、Tzadik)
- Filmworks XXI: Belle de Nature/The New Rijksmuseum (2008年、Tzadik)
- Stolas: Book of Angels Volume 12 (2009年、Tzadik) ※マサダ・クインテット・フィーチャリング・ジョー・ロヴァーノ